# Rudelsdorf (Kammerstein)
Rudelsdorf (fränkisch: Roudlschdoaf) ist ein Gemeindeteil der Gemeinde Kammerstein im Landkreis Roth (Mittelfranken, Bayern).  Rudelsdorf liegt in der Gemarkung Barthelmesaurach.

## Geografie
Durch das Dorf fließt die Aurach, in die 0,5 km westlich der Kettersbach von rechts mündet. Südwestlich des Ortes liegt der Hundsrücken, nordöstlich der Engelesberg und östlich der Geyersberg. Die Kreisstraße RH 5/AN 17 führt über Buckenmühle nach Veitsaurach (2,2 km nordwestlich)  bzw. an Günzersreuth vorbei zur Bundesstraße 466 (1,7 km östlich). Die Kreisstraße RH 15/AN 15 führt nach Kettersbach (1,8 km westlich). Eine Gemeindeverbindungsstraße führt nach Barthelmesaurach (1,5 km östlich).

## Geschichte
Der Ort wurde 1295 als „Rvdolstorf“ in einer Urkunde erstmals namentlich erwähnt, aus der hervorgeht, dass der Kastellan Rüdiger von Dietenhofen dem  Eichstätter Bischof Reinboto zwei Anwesen schenkte. Diese Schenkung erhielt er am gleichen Tag als bischöfliches Lehen zurück. Das Bestimmungswort des Ortsnamens ist Hruodolt, der Personenname des Siedlungsgründers.
Im Urbar des markgräflichen Amtes Schwabach von 1434 wurden für den Ort 1 Gut, 1 Seldengut und 1 Mühle als Besitz aufgelistet. 1623 gab es im Ort 10 Anwesen, von denen 2 Anwesen dem Kastenamt Schwabach, 1 Anwesen dem Spital Schwabach und 7 Anwesen der Reichsstadt Nürnberg unterstanden. 1732 gab es laut den Oberamtsbeschreibungen von Johann Georg Vetter in Rudelsdorf 12 Anwesen. Grundherren waren das Kastenamt Schwabach (2 Anwesen), das Spital Schwabach (1), die Reichsstadt Nürnberg (Reiches Almosen: 2, Spital- und Katharinenklosteramt: 3, St.-Klara-Klosteramt: 2) und der Nürnberger Eigenherr (von Behaim: 1, von Stromer: 1).
Gegen Ende des 18. Jahrhunderts gab es in Rudelsdorf 14 Anwesen. Das Hochgericht südlich der Aurach übte das brandenburg-ansbachische Kasten- und Stadtvogteiamt Windsbach und nördlich der Aurach das Oberamt Schwabach aus, die Dorf- und Gemeindeherrschaft hatte das brandenburg-ansbachische Kastenamt Schwabach. Grundherren waren das Kastenamt Schwabach (1 Köblergut, 2 Leerhäuser), das Spital Schwabach (1 Gut mit Tafernwirtschaft), die Reichsstadt Nürnberg (Landesalmosenamt: 2 Ganzhöfe; Spital- und Katharinenklosteramt: 2 Ganzhöfe, 1 Köblergut; St.-Klara-Klosteramt: 1 Leerhaus und 1 Mahlmühle), Nürnberger Eigenherren (von Behaim: 1 Ganzhof; von Stromer: 1 Ganzhof) und die Deutschordenskommende Nürnberg (1 Köblergut). Neben den Anwesen gab es noch kommunale Gebäude (Hirtenhaus, Schmiede). Von 1797 bis 1808 unterstand der Ort dem Justiz- und Kammeramt Windsbach. Zu dieser Zeit gab es 15 Untertansfamilien, von denen 5 ansbachisch waren.
Im Rahmen des Gemeindeedikts wurde Rudelsdorf dem 1808 gebildeten Steuerdistrikt Barthelmesaurach und der 1810 gegründeten Ruralgemeinde Barthelmesaurach zugeordnet. Am 1. Mai 1978 wurde diese im Zuge der Gebietsreform in Bayern nach Kammerstein eingemeindet.

## Baudenkmäler
- Fichtenweg 10: Bauernhaus[14]
- Heilsbronner Straße 7: Bauernhaus[14]

## Einwohnerentwicklung
| Jahr      | 001818 | 001840 | 001861 | 001871 | 001885 | 001900 | 001925 | 001950 | 001961 | 001970 | 001987 | 002007 |
| Einwohner | 94     | 102    | 107    | 113    | 110    | 107    | 108    | 96     | 98     | 104    | 105    | 115    |
| Häuser    | 18     | 21     |        |        | 22     | 22     | 20     | 20     | 20     |        | 27     |        |
| Quelle    | [ 16 ] | [ 17 ] | [ 18 ] | [ 19 ] | [ 20 ] | [ 21 ] | [ 22 ] | [ 23 ] | [ 24 ] | [ 25 ] | [ 26 ] |        |

## Religion
Der Ort ist seit der Reformation evangelisch-lutherisch geprägt und bis heute nach St. Bartholomäus (Barthelmesaurach) gepfarrt. Die Katholiken sind nach St. Vitus (Veitsaurach) gepfarrt.